# Sedmiříčí

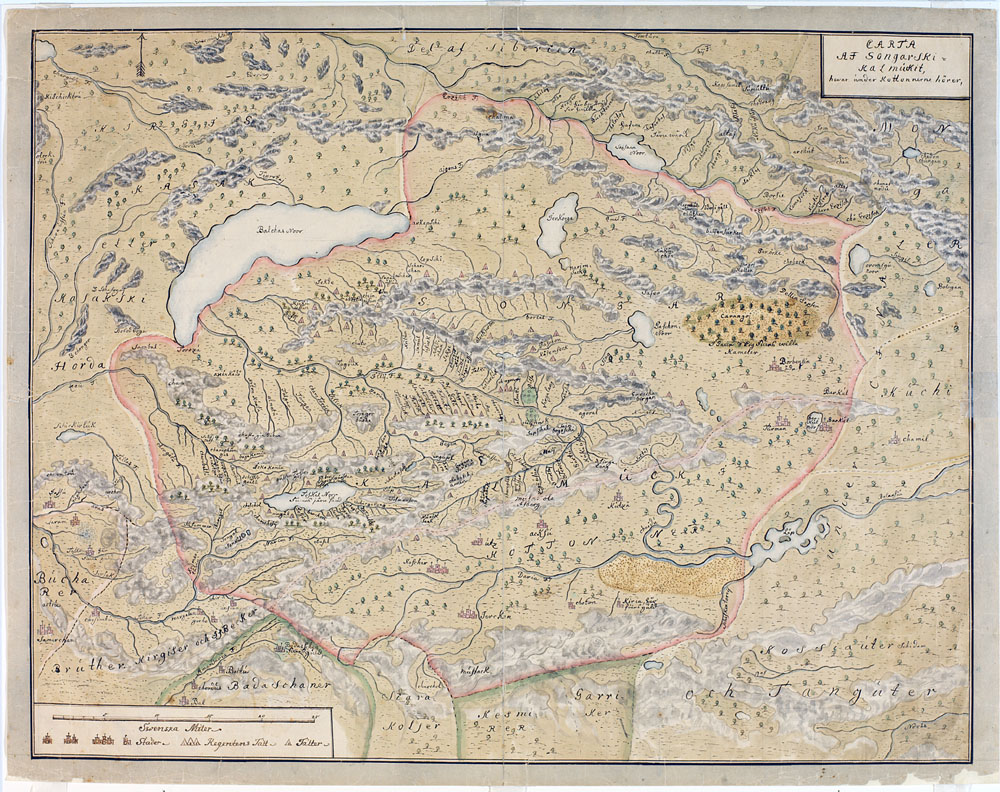
Mapa Džungárie, která zahrnuje i Sedmiříčí

Sedmiříčí (kazašsky Жетісу) je geografická a historická oblast ve Střední Asii.
Rozkládá se mezi jezery Balchaš na severu, Sasykköl a Alaköl na severovýchodě, pohořím Džungarský Alatau na jihovýchodě a severním Ťanšanem na jihu. Oblast je nazvána podle sedmi hlavních řek, které regionem protékají a ústí do jezera Balchaš: Ili, Karatal, Bien, Aksu, Lepsy, Baskan a Sarkan.